# Aeroporto de Canindé de São Francisco
O Aeroporto de Canindé de São Francisco (ICAO: SNOC) é um aeroporto brasileiro, localizado no município de Canindé de São Francisco, no estado de Sergipe.
Possui uma pista de 1200 metros de asfalto e teve um custo estimado de R$ 6 milhões.
De modo a explorar melhor o potencial turístico da região, a partir de outubro de 2014 a rota da capital Aracaju à atração dos Cânions do Rio São Francisco ganhará novos voos comerciais charter pela agência turística "Águas do Sertão" pelo bimotor Gran Caravan EX208.

## Reforma
É o único aeroporto do Estado de Sergipe incluso no PDAR - Plano de Desenvolvimento da Aviação Regional, criado em 2012, com um total de 270 aeroportos em todo o país.